# Giberto Arrivabene Valenti Gonzaga
Giberto Arrivabene Valenti Gonzaga (Mantova, 24 novembre 1872 – Cernobbio, 30 agosto 1933) è stato un militare e politico italiano, distintosi come ufficiale della Regia Marina nel corso della prima guerra mondiale dove fu decorato con la medaglia d'argento al valor militare. Fu Deputato al Parlamento in più legislature e Senatore del Regno tra il 1929 e il 1933.

## Biografia

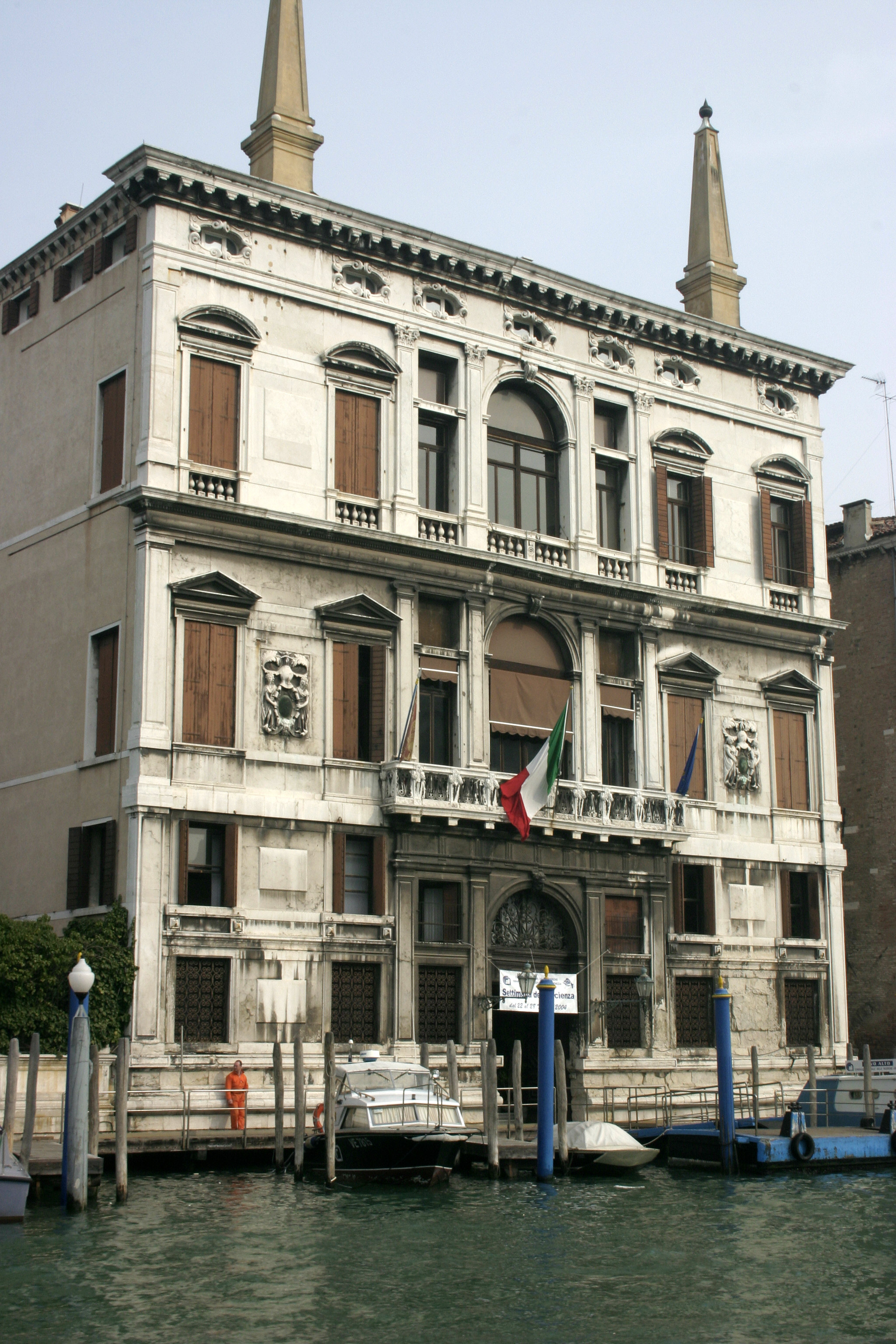
Venezia, Palazzo Papadopoli, proprietà della famiglia Arrivabene Valenti Gonzaga.

Nacque a Mantova il 24 novembre 1872, figlio di Silvio e di Virginia Fonini Lippi. Nel 1888 si arruolò nella Regia Marina ed iniziò a frequentare la Regia Accademia Navale di Livorno, venendo nominato guardiamarina nel 1893. Imbarcatosi sull'incrociatore Cristoforo Colombo, su di esso effettuò un viaggio di circumnavigazione del globo tra il 1894 e il 1897. Promosso sottotenente di vascello nel 1895, partecipò alla guerra di Abissinia (1897-1898), a bordo della cannoniera Sebastiano Veniero. Imbarcatosi sulla nave da battaglia Francesco Morosini fu promosso tenente di vascello nel 1898, lasciando il servizio attivo dietro sua richiesta nel 1906, passando in forza alla riserva navale.
Dedicatosi alla politica, nel 1909 eletto alla Camera dei deputati e fu rieletto nel 1913. Fu brevemente richiamato in servizio nel corso della guerra italo-turca (1911-1912), nominato comandante militare del piroscafo requisito Tevere. Promosso capitano di corvetta nel 1914, dopo l'entrata in guerra del Regno d'Italia fu richiamato in servizio a domanda, destinato a ricoprire il ruolo di comandante militare di Porto Corsini fino al marzo 1916. Per aver respinto gli attacchi nemici fu insignito della croce di guerra al valor militare. Assegnato alla Brigata Marina come comandante di un gruppo di batterie da 152 mm schierato sul basso Isonzo. Per aver salvato, e mantenuto in perfetta efficienza, il suo gruppo batterie dalla piena del fiume nel settembre 1916 fu insignito della medaglia d'argento al valor militare. Tra il marzo 1917 e il novembre 1918 fu assegnato alla difesa marittima di Genova, e poi di Civitavecchia. Subito dopo la fine delle ostilità fu posto in congedo con il grado di capitano di fregata della riserva navale.
Rimase in Parlamento sino al 1919 (XXIII, XXIV). Aderito al movimento fascista alimentò le campagne squadriste a Mantova e Verona. Divenuto console generale della Milizia Volontaria Sicurezza Nazionale, fu posto a capo delle legioni calabresi.
Nel 1924 fu rieletto nel listone fascista (XXVII), nel 1927 fu promosso capitano di vascello, e nel 1929 venne nominato Senatore del Regno. Si spense a Cernobbio, provincia di Como, il 30 agosto 1933.
Sposò Vera Clotilde Papadopoli Aldobrandini (1883-1946), figlia del senatore Niccolò, ultima discendente di quella ricchissima famiglia, da cui ebbe Leonardo (1904-1971), Nicoletta (1906-1986) e Maria Maddalena (1909-1996).